# Upper Austria Ladies Linz 2025
L'Upper Austria Ladies Linz 2025 è stato un torneo di tennis giocato sul cemento indoor, (Rebound Ace). È stata la 38ª edizione dell'Upper Austria Ladies Linz, che faceva parte della categoria WTA 500 nell'ambito del WTA Tour 2025. Si è giocata alla Design Center Linz di Linz, in Austria, dal 27 gennaio al 2 febbraio 2025.

## Partecipanti al singolare

### Teste di serie
| Nazionalità | Giocatore              | Ranking* | Testa di serie |
| ----------- | ---------------------- | -------- | -------------- |
| Rep. Ceca   | Karolína Muchová       | 20       | 1              |
| Ucraina     | Elina Svitolina        | 27       | 2              |
| Grecia      | Maria Sakkarī          | 30       | 3              |
|             | Ekaterina Aleksandrova | 31       | 4              |
| Ucraina     | Dajana Jastrems'ka     | 33       | 5              |
|             | Anastasija Potapova    | 36       | 6              |
| Armenia     | Èlina Avanesyan        | 41       | 7              |
| Danimarca   | Clara Tauson           | 42       | 8              |

* Ranking al 13 gennaio 2025.

### Altre partecipanti
Le seguenti giocatrici hanno ricevuto una Wild card per il tabellone principale:
- Julia Grabher
- Eva Lys
- Karolína Muchová

Le seguenti giocatrici sono passate dalle qualificazioni:

- Sinja Kraus
- Petra Martić
- Antonia Ružić
- Aljaksandra Sasnovič
- Sara Sorribes Tormo
- Anastasija Zacharova

### Ritiri
Prima del torneo
- Belinda Bencic → sostituita da  Anhelina Kalinina
- Olga Danilović → sostituita da  Sorana Cîrstea
- Peyton Stearns → sostituita da  Mayar Sherif
- Markéta Vondroušová → sostituita da  Lucia Bronzetti

## Partecipanti al doppio

### Teste di serie
| Nazione    | Giocatore          | Nazione | Giovatore        | Ranking* | Testa di serie |
| ---------- | ------------------ | ------- | ---------------- | -------- | -------------- |
| Rep. Ceca  | Kateřina Siniaková | Cina    | Zhang Shuai      | 27       | 1              |
| Kazakistan | Anna Danilina      |         | Irina Chromačëva | 40       | 2              |
| Ucraina    | Ljudmyla Kičenok   | Ucraina | Nadiia Kičenok   | 53       | 3              |
| Ungheria   | Tímea Babos        | Brasile | Luisa Stefani    | 80       | 4              |

* Ranking al 13 gennaio 2025.

### Altre partecipanti
La seguente coppia ha ricevuto una wildcard per il tabellone principale:
- Julia Grabher /  Sinja Kraus

## Campionesse

### Singolare
Ekaterina Aleksandrova ha sconfitto in finale  Dajana Jastrems'ka con il punteggio di 6-2, 3-6, 7-5.

### Doppio
Tímea Babos /  Luisa Stefani hanno sconfitto in finale  Ljudmyla Kičenok /  Nadiia Kičenok con il punteggio di 3-6, 7-5, [10-4].